# 日本ハウズイング
日本ハウズイング株式会社（にほんハウズイング）は、日本の不動産管理会社。
マンションデベロッパーの系列に属さない、いわゆる独立系の管理会社では最大手である。マンション管理受託戸数44万0156戸、受託管理組合数8157組合（2017年3月現在）。

## 沿革
- 1958年（昭和33年）12月 - 富士建物工業を井上博敬(故人)、小佐野文雄の両氏が創業。
- 1966年（昭和41年）9月 -  日本ハウズイング株式会社を設立。共同代表制をとり、社長には井上博敬が就く。
- 1998年（平成10年）- 共同創業者の井上博敬が死去。
- 2000年（平成12年）8月 - 株式を店頭登録。
- 2002年（平成14年）2月 - 東京証券取引所第2部上場。
- 2008年（平成20年）
  - 6月 - マンション建設・管理会社の原弘産（大証2部上場）から業務提携および株式公開買い付けによる事業統合の提案を受けるが、経営陣がこれを拒否。株主総会で原弘産提案の役員選任を否決する[2]。
  - 10月 - リロ・ホールディング（現・リログループ）の関連会社となる。
- 2012年（平成24年）5月 - 合人社ホールディングス（現・合人社グループ）と業務提携。
- 2024年（令和6年）
  - 6月 - マネジメント・バイアウトの一環として、マルシアンホールディングス合同会社が株式公開買付けを実施し、議決権所有割合ベースで74.98%の株式を取得。リログループ及び合人社グループとの資本関係が無くなる[3][4]。
  - 9月 - 東京証券取引所スタンダード市場上場廃止。株式併合により株主がマルシアンホールディングス合同会社及び株式会社カテリーナ・ファイナンスのみとなる[1]。
- 2025年（令和7年）
  - 1月 - 合併公告によりマルシアンHDが当社の権利義務の全部を承継して存続し、当社は解散した。
  - 3月1日 - マルシアンホールディングス株式会社を存続会社、日本ハウズイング株式会社を消滅会社とする吸収合併を実施。マルシアンに日本ハウズイングの権利義務の一切を包括的に承継し、商号も日本ハウズイング株式会社に変更

## 管理物件
- 藤和湯島コープ（東京都文京区）
- カテリーナ三田タワースイート（東京都港区）